# 佩特拉
佩特拉（希腊语：Πέτρα）是约旦的一座古城，位于安曼南250公里处，隐藏在阿拉伯谷东侧的一条狭窄的峡谷内。佩特拉一词源于希腊文“岩石”（拉丁转写: petrus）。
佩特拉古城很可能是《旧约全书》中称的“西拉”（意义也是岩石）。阿拉伯傳統認為摩西出埃及后“点石出水”的地方，就是佩特拉。但也有学者认为《旧约》中的西拉只是指石头，而不是一个城市的名字，不過舊約全書裡有兩個西拉 所以應該是有一個西拉是佩特拉。Josephus認為死海古卷中，佩特拉就是被称为“Rekem”。

## 历史
佩特拉通常被认为是纳巴特王国的首都。它北通大马士革，南经亚喀巴湾可到印度洋和红海，西面是加沙，东面的沙漠背后是波斯湾。
佩特拉到底是什么时候建造的尚无定论。根据其中陵墓半埃及半希腊的样式估计，佩特拉始建于公元前6世纪之后，很可能是埃及托勒密王朝时期，即前3世纪到前2世纪。前2世纪末，随着埃及托勒密王朝和塞琉古帝國的衰落，纳巴特王国开始兴盛。公元106年，纳巴特王国被罗马帝国军队攻陷，沦为罗马帝国的一个行省。3世纪时，可能是由于萨珊波斯帝国和拜占庭帝國之間的戰爭和红海海上贸易的兴盛，作为陆路交通要塞的佩特拉渐渐衰落，7世纪 因為阿拉伯帝國內戰而遭受毀滅。11世纪时十字军东征建立的耶路撒冷王国统治该地一个多世纪。13世纪末埃及苏丹拜巴尔一世到过此地。1785年瑞士人 J.L.布尔克哈特是第一个证实佩特拉幸存下来的的欧洲人。

## 建筑
佩特拉因其赤褐色砂岩高山的色彩闻名。这里的岩石呈褐色、红色、淡蓝、灰红、黄色、紫色和绿色等。各种不同颜色岩石的扭曲岩层形成了岩石表面的螺旋形和波浪形的颜色曲线。
佩特拉古城几乎全在岩石上雕刻而成，周围悬崖绝壁环绕，入口是一条长约1.5公里的狭窄峡谷通道，名为“蛇道”。峡谷最宽处约7公尺，最窄处仅2公尺。2004年一家伦敦的建筑公司正在此设计一条造价二百万英镑的游客过道。
古城核心是一个大广场，广场正面是凿在陡岩上的宏伟的卡兹尼神殿。入口有罗马柱，殿内有圣母像和壁画。另有一座能容纳两千多人的罗马式的露天剧场，舞台和观众席都是从岩石中雕凿出来。城中还有许多寺院、住宅、浴室、墓窟等，大多凿山而建。

## 现状
佩特拉现有300多名居民，一部分仍然住在洞窟里。
1985年12月6日佩特拉被列入联合国教科文组织的世界遗产名录。
1989年电影《聖戰奇兵》中因印第安那·琼斯而声名远播。
2005年5月，秘鲁的马丘比丘成为了佩特拉的姐妹城市。两个城市都在所属文明中有着中心地位，并因此受到全世界的关注。

## 流行文化
- 《聖戰奇兵》取景於此
- 2009年電影《變形金剛：復仇之戰》中六位至尊金剛的墓即在此地。
- 《鬥陣特攻》中有一張地圖即是以佩特拉为背景。